# Basilique Notre-Dame-de-Coromoto de La Virgen de Coromoto
Pour les articles homonymes, voir basilique Notre-Dame-de-Coromoto.
La basilique Notre-Dame-de-Coromoto de La Virgen de Coromoto est une église située dans la paroisse civile de La Virgen de Coromoto, à 25 kilomètres de Guanare au Venezuela, à laquelle l’Église catholique donne les statuts de basilique mineure et de sanctuaire national. Elle est rattachée au diocèse de Guanare, et dédiée à la Vierge de Coromoto.

## Historique
Les Servantes du Très-Saint-Sacrement (es) s’installent à l’emplacement de la seconde apparition de la Vierge de Coromoto en 1975, à l’initiative de l’évêque de Guanare, Ángel Polacini.
Elles proposent la création d’un sanctuaire, dont la construction débute en 1982 et s’achève en 1996. L’église est consacrée le 7 janvier 1996, et inaugurée le 10 février par Jean-Paul II.
Le pape Benoît XVI élève le sanctuaire au rang de basilique mineure par décret le 12 août 2006,.